# San Marcos de Begoña
San Marcos de Begoña är en ort i Mexiko.   Den ligger i kommunen San Miguel de Allende och delstaten Guanajuato, i den centrala delen av landet, 230 km nordväst om huvudstaden Mexico City. San Marcos de Begoña ligger 1 928 meter över havet och antalet invånare är 804.
Terrängen runt San Marcos de Begoña är kuperad åt sydost, men åt nordväst är den platt. Runt San Marcos de Begoña är det ganska tätbefolkat, med 134 invånare per kvadratkilometer. Närmaste större samhälle är San Miguel de Allende, 10,3 km nordost om San Marcos de Begoña. I omgivningarna runt San Marcos de Begoña växer huvudsakligen savannskog.